# Trogsta, Enköpings kommun
Trogsta är en bebyggelse vid västra stranden av Svinnegarnsviken i  Enköpings-Näs socken i Enköpings kommun. Från 2015 till 2023  avgränsade SCB här en småort.